# Església Ortodoxa Ucraïnesa (Patriarcat de Kíiv)
|  | No s'ha de confondre amb Església Ortodoxa Ucraïnesa (Patriarcat de Moscou). |

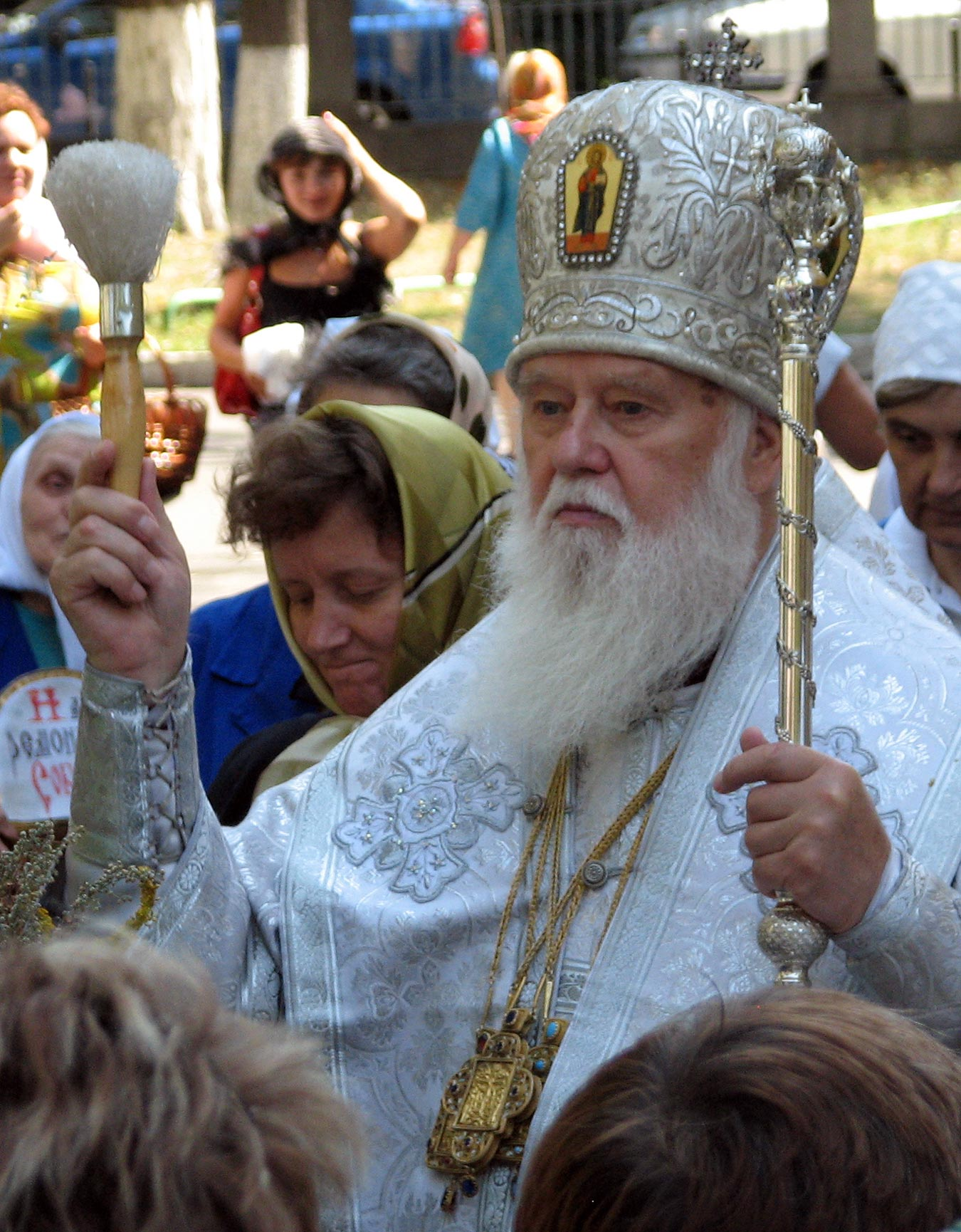
El Patriarca Filaret en una imatge del 2008

|  | Per a altres significats, vegeu «Església Ortodoxa Ucraïnesa». |

L'Església Ortodoxa Ucraïnesa del Patriarcat de Kíiv (EOU-PK) (en ucraïnès: Українська Православна Церква Київського Патрiархату), és una de les tres grans esglésies d'Ucraïna. No s'ha de confondre amb l'Església Ortodoxa Ucraïnesa (Patriarcat de Moscou) i d'altres denominacions similars. L'església no té el reconeixement canònic de les altres esglésies ortodoxes autocèfales, i el seu cap és el patriarca Filaret (Mikhaïlo Denissenko), que havia estat metropolità de l'exarcat ucraïnès de l'Església Ortodoxa Russa, amb qui ara manté un conflicte jurisdiccional i canònic. La seu de l'església és a la Catedral de Sant Volodímir, a Kíiv.
El 15 desembre del 2018 es va fusionar amb l'Església Ortodoxa d'Ucraïna, però a rel d'un conflicte entre Filaret i Epifani, cap d'aquesta darrera, el 20 de juny de 2019 es va tornar a proclamar com a església independent.
Durant l'existència de l'Església Ortodoxa Autocèfala Ucraïnesa (EOAU) i l'EOU-PK, només l'Església Ortodoxa Ucraïnesa (Patriarcat de Moscou) (EOU-PM) va gaudir del reconeixement de la comunitat cristiana ortodoxa de tot el món, fins a l'11 d'octubre de 2018, quan el Patriarcat Ecumènic de Constantinoble va aixecar l'excomunió que afectava l'EOAU i l'EOU-PK. Posteriorment, el 2 de novembre de 2018, es va clarificar que el Patriarcat Ecumènic no reconeixia ni l'EOAU ni l'EOU-PK com a legítimes i que els seus respectius líders no eren reconeguts com a primats de les seves esglésies.
El 2018, el 42,7% dels creients ortodoxos d'Ucraïna es declaraven feligresos de l'Església Ortodoxa Ucraïnesa del Patriarcat de Kíiv. El gener del 2019, en una investigació duta a terme conjuntament per tres centres d'estudis sociològics d'Ucraïna, el 70,7% dels 11.000 enquestats es declarava cristià ortodox. El 43,9% d'aquests va dir ser feligrès de la unificada Església Ortodoxa d'Ucraïna, el 38,4% va afirmar ser simplement ortodox i el 15,2% era seguidor de l'Església Ortodoxa Ucraïnesa del Patriarcat de Moscou.